# Hipocentar
Hipocentar ili žarište je naziv za mjesto nastanka potresa u Zemljinoj unutrašnjosti. Također, isti se naziv koristi i za centar eksplozije nuklearne bombe.
Hipocentar u značenju potresa, se nalazi ispod epicentra. Epicentar je mjesto na Zemljinoj površini na kojem se potres najjače osjeti, i gdje napravi najveću štetu.
Hipocentar se po dubini može svrstati u 3 kategorije: plitki, srednji i duboki. Plitki su oni do dubine od 70 km ispod površine Zemlje, najčešće u zonama razmicaja litosfernih ploča. Hipocentri srednje dubine su oni između 70 i 300 km ispod površine. Duboki hipocentri se nalaze na dubinama između 300 km i 730 km ispod površine Zemlje, a to su najčešće hipocentri u zonama subdukcije.